# ヴラティスラヴィア (小惑星)
ヴラティスラヴィア (690 Wratislavia) は小惑星帯に位置する小惑星である。マサチューセッツ州タウントンでジョエル・ヘイスティングス・メトカーフによって発見された。
現ポーランド領ヴロツワフのラテン語名にちなんで命名された。